# Мдіна
Мдіна (фінік. , мальт. L-Imdina, англ. Mdina) — укріплене місто в Північному регіоні Мальти, яке було столицею острова від античності до середньовіччя. Місто все ще оточене своїми мурами, станом на березень 2014 року проживало 292 особи. Межує з містом Рабат, яке має населення понад 11 000 (станом на березень 2014).
Місто залишалось центром мальтійської знаті та релігійних авторитетів (і власність продовжує переважно передаватись від сімей та від покоління до покоління), але вона ніколи не відновлювала свого значення до 1530 року, що породило популярне прізвисько «Тихе місто» як серед місцевих жителів, так і серед приїжджих.

## Історія

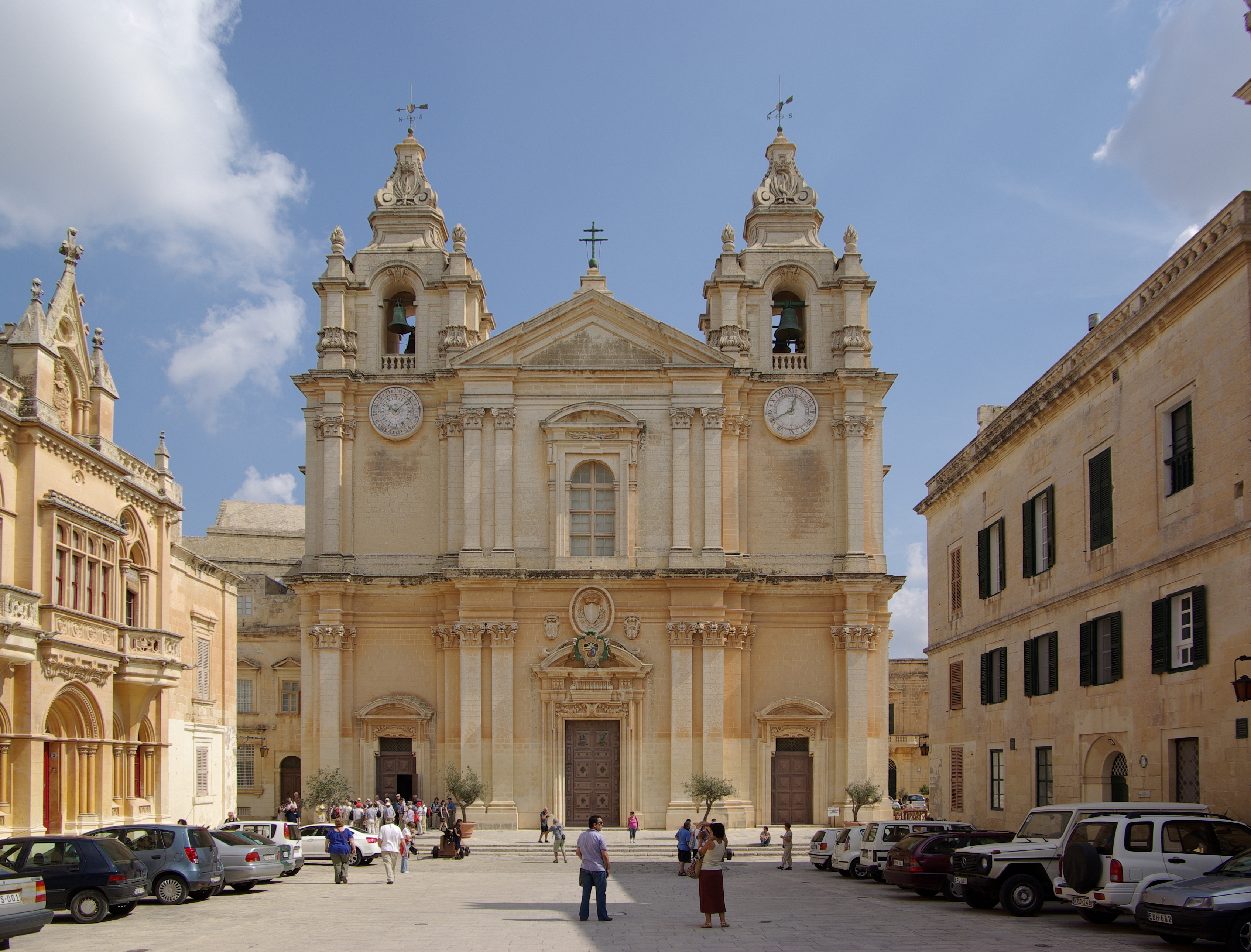
Собор Св. Павла у Мдіні

### Античність
Плато, на якому побудована Мдіна, було заселене з доісторичних часів, і до бронзової доби воно було місцем притулку, оскільки воно було захищено природним шляхом.
Місто було засноване у III тис. до н. е. У XI ст. до н. е. опинилося під владою фінікійців, що збудували перші міські мури. Фінікійська назва поселення — Малет (тобто «прихисток») — згодом була поширена на весь острів. Він був захоплений Римською республікою у 218 році до нашої ери, ставши відомим як Меліта. Пунічно-римське місто приблизно в три рази перевищувало нинішню Мдіну та охоплювало значну частину сучасного Рабату.
У VII ст. до н. е. владу над островом і містом здобули карфагеняни, а після Другої Пунічної війни — римляни. Згідно з ранньомодерним тлумаченням Діянь апостолів, Християнство до Мдіни приніс апостол Павло — корабель, на якому він плив у 60 році затонув біля мальтійських берегів.

### Середньовічний період
У 870 році острів захопили араби, за панування яких Малет набув традиційного для мусульманського Сходу планування — власне місто (медіна) і ремісниче передмістя. Медіна згодом виокремилася в окреме поселення, за яким збереглося трохи переінакшене ім'я — Мдіна. Після завершення захоплення норманами Сицилії, в 1091 році вони захопили і Мальту разом з її столицею.
Візантійці взяли в облогу місто в 1053-54 роках, але були відбиті її захисниками. Місто мирно здалося Роджеру I Сицилійському після короткої облоги в 1091 році, і Мальта згодом була включена до графства, а пізніше Королівства Сицилія, де домінувала низка феодалів. Замок, відомий як Castellu di la Chitati, був побудований на південно-східному куті міста біля головного входу, ймовірно, на місці більш раннього візантійського форту.
З 1282 — під контролем Арагона. Щонайменше з арагонських часів (а можливо й раніше) у Мдіні селилася переважно місцева знать — звідси друга назва міста, «Citta Notabile». У 1530 мальтійці надали притулок іоаннітам — за умови сплати символічного орендного внеску і гарантій самоврядування. Лицарі дотримувалися цієї домовленості аж до ліквідації їхньої держави (1798), проте центр господарського життя швидко змістився до поселень, зведених ними на узбережжі — спочатку до Коттонери, а потім — до Валетти.

### Французька окупація та британське панування
10 червня 1798 року Мдіна була захоплена французькими військами без особливого опору під час французького вторгнення на Мальту. У місті залишився французький гарнізон, але 2 вересня того ж року спалахнуло мальтійське повстання. Наступного дня повстанці увійшли до міста через вилазний порт і вбили гарнізон із 65 осіб. Ці події ознаменували початок дворічного повстання та блокади, і мальтійці створили Національну асамблею, яка зібралася в банку Гіуратале в Мдіні. Повстанці досягли успіху, і в 1800 році французи капітулювали, і Мальта стала британським протекторатом.
З 1883 по 1931 рік Мдіна була з'єднана з Валлеттою Мальтійською залізницею.

### Сьогодення
Сьогодні Мдіна є однією з головних туристичних визначних пам'яток Мальти, що приймає близько 750 000 туристів на рік. У Мдіні заборонені автомобілі (окрім обмеженої кількості жителів, автомобілів швидкої допомоги, весільних автомобілів і коней), частково тому місто отримало прізвисько «Тихе місто» (мальтійською: Il-Belt Siekta). Місто демонструє незвичайне поєднання нормандської та барокової архітектури, включаючи кілька палаців, більшість з яких служать приватними будинками.
Між 2008 і 2016 роками була проведена масштабна реставрація міських стін.

## Визначні місця
Мдіна входить до попереднього списку всесвітньої спадщини ЮНЕСКО, і зараз це одна з головних туристичних визначних пам'яток Мальти.
Нижче наведено ряд історичних будівель та визначних місць Мдіни:
- Головна брама Мдіни,
- Грецька брама,
- Кафедральний Собор Св. Павла,
- палац Інгуанець,
- палац Св. Софії,
- церква Кармелітів,
- палац Архієпископа,
- палац Вілена (музей природознавства),
- Нормандський будинок,
- В'язниця Мдіни.

## Галерея

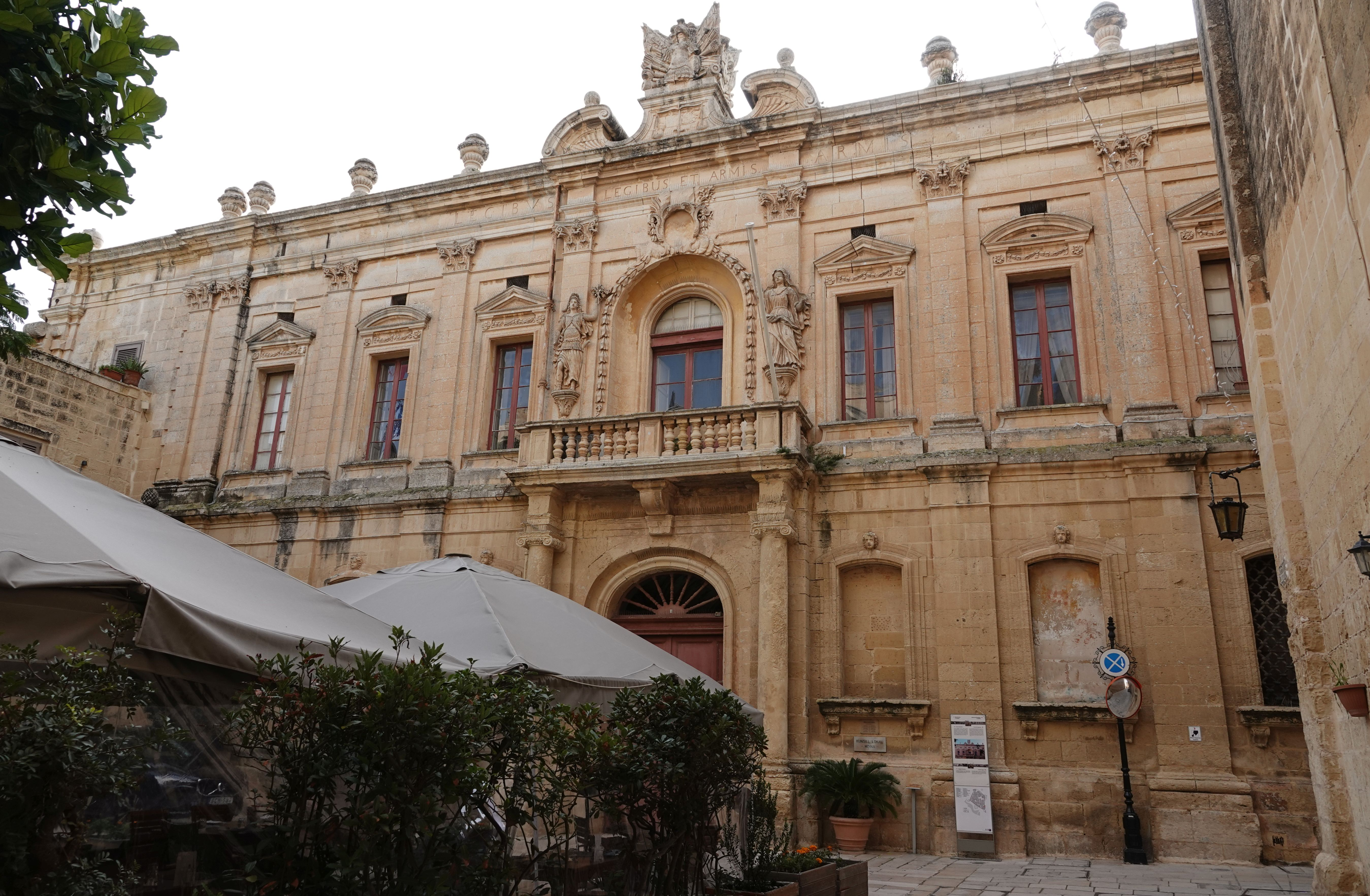
Корте Капітанале
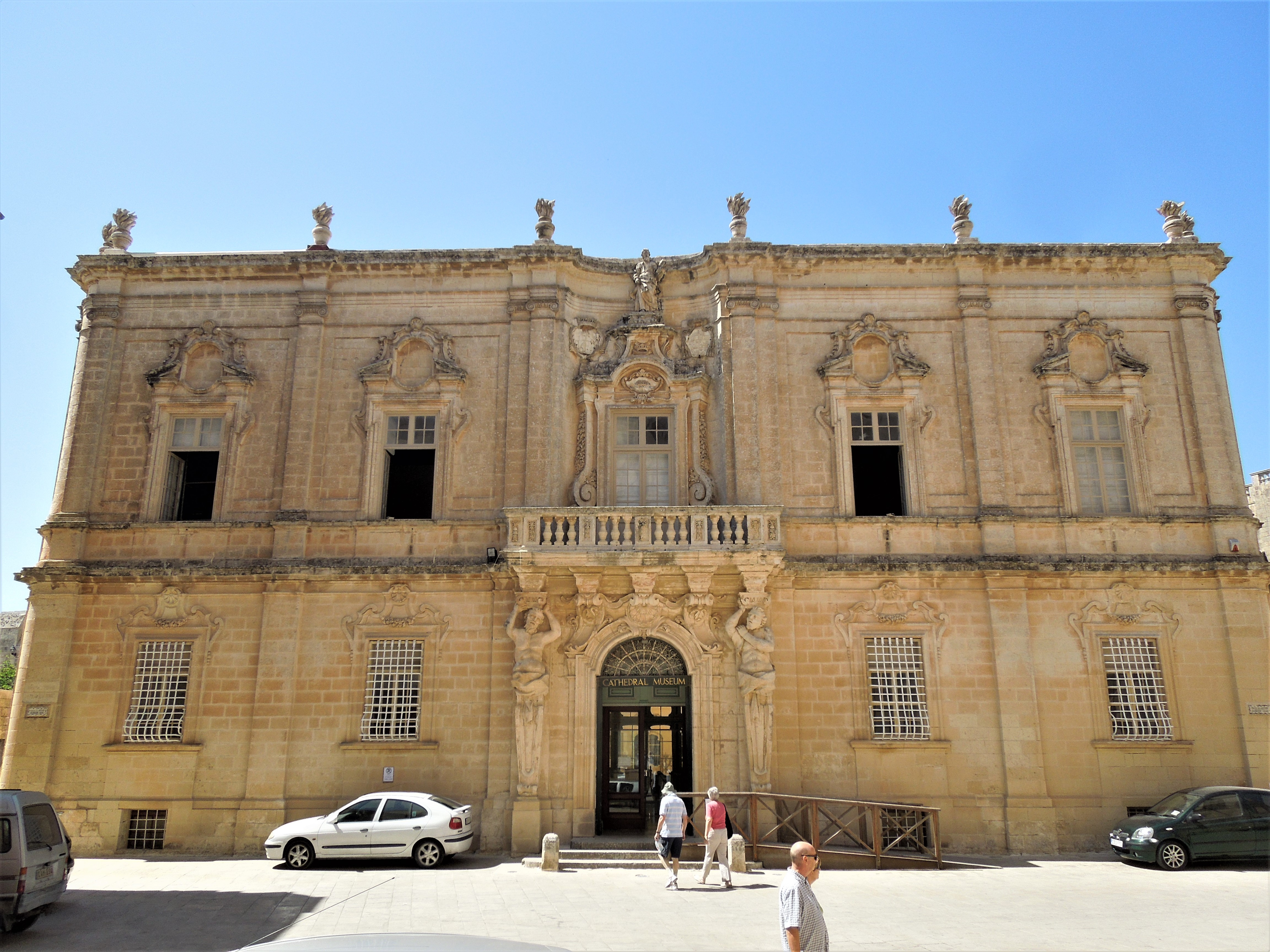
Соборний музей Мдіни
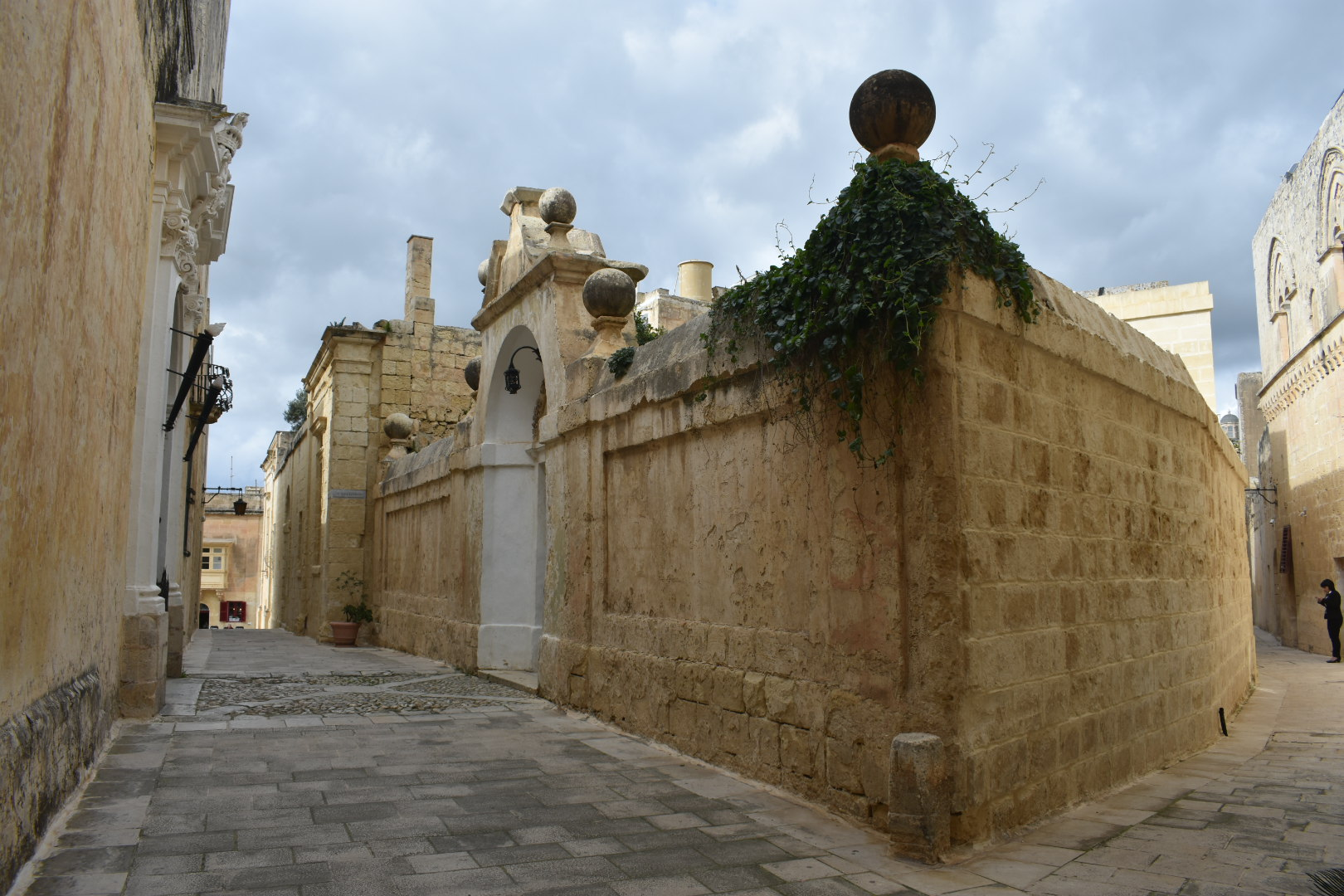
Вулиця
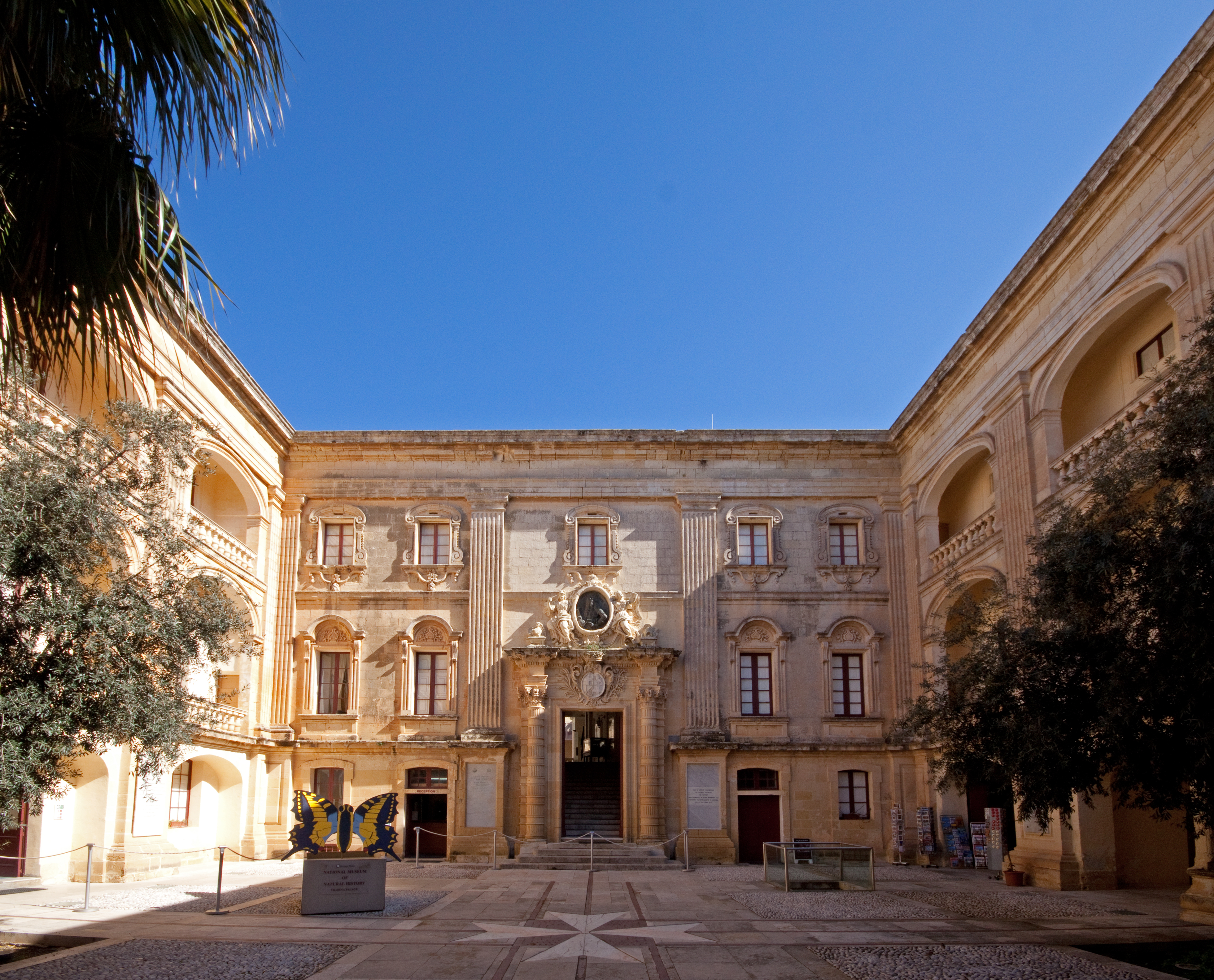
Палац Вілена

## Персоналії
- П'єтру Каксаро — філософ і поет.
- Гаспер Гріма — філософ.
- Джон Констанс Парніс — філософ
- Франческо Азопарді — composer and music theorist
- Джозеф Каллея (1897—1975) — мальтійський співак і актор, який працював в Голлівуді.